# Johnny Hartman
 (décembre 2012).
Si vous disposez d'ouvrages ou d'articles de référence ou si vous connaissez des sites web de qualité traitant du thème abordé ici, merci de compléter l'article en donnant les références utiles à sa vérifiabilité et en les liant à la section « Notes et références ».
John Maurice Hartman (3 juillet 1923 - 15 septembre 1983) est un chanteur baryton américain de jazz.

## Biographie
Il étudie le piano et le chant dès l'âge de huit ans. Il obtient une bourse d'études pour le Chicago musical college en 1939. Il chante en 1947 avec l'orchestre d'Earl Hines puis en 1948-1949 avec celui de Dizzy Gillespie. Il entame alors une carrière de soliste et enregistre en 1949 accompagné au piano par Erroll Garner,,.
En 1963 il enregistre avec John Coltrane chez Impulse un album qui fera date  intitulé John Coltrane and Johnny Hartman. Son album Once in every life, enregistré avec Joe Wilder, Frank Wess et Billy Taylor, est nommé en 1980 pour les Grammy Awards. La musique est utilisée pour le film Sur la route de Madison de Clint Eastwood (1995).

## Discographie
- Songs from the Heart (Bethlehem, 1955)
- All of Me: The Debonair Mr. Hartman (Bethlehem, 1956)
- Johnny Hartman Sings...Just You, Just Me (Savoy Jazz, 1957)
- And I Thought About You (Roost, 1959)
- John Coltrane and Johnny Hartman (Impulse!, 1963)
- I Just Dropped By to Say Hello (Impulse!, 1963)
- The Voice That Is! (Impulse!, 1965)
- Unforgettable Songs (ABC-Paramount, 1966)
- I Love Everybody (ABC-Paramount, 1967)
- Today (Perception, 1972)
- Hartman Meets Hino (Capital-Japan, 1972)
- Hartman Sings Trane's Favorites (Capital-Japan, 1972)
- I've Been There (Perception, 1973)
- Johnny Hartman (Musicor, 1977)
- Live At Sometime (Japan, 1977)
- Once In Every Life (Bee Hive, 1980)
- This One's for Tedi (Audiophile, 1985)
- For Trane (Blue Note, 1995)
- Unforgettable Johnny Hartman (MCA, 1995)
- Johnny Hartman Collection 1947-1972 (Hip-O, 1998)
- Thanks for Everything (Audiophile, 1998)
- Complete Regent Recordings (Jazz Factory, 2001)
- You Came A Long Way From St. Louis (Definitive, 2003)
- A Proper Introductio to Johnny Hartman: There Goes My Heart (Proper, 2004)
- The Tokyo Albums (Gambit, 2005)
- Boston Concert 1976 (Gambit, 2007)
- Dancetracks: "Beyond the Sea" & "Caravan" recorded in 1979 (Grenadilla Music, 2010)
- Hartman For Lovers (Import Music Services, 2010)

Avec Dizzy Gillespie
- The Complete RCA Victor Recordings (Bluebird, 1937-1949, [1995])